# John Shelby Spong
John Shelby Spong, Jack Spong (ur. 16 czerwca 1931, zm. 12 września 2021) – był amerykańskim biskupem Kościoła episkopalnego. Od 1979 do 2000 był biskupem w Newark, w stanie New Jersey. Teolog liberalny, komentator religijny oraz autor książek. Wzywa do „ponownego przemyślenia wiary chrześcijańskiej z dala od teizmu i tradycyjnych doktryn”.

## Życiorys
Spong urodził się w Charlotte w Karolinie Północnej i edukował się w tamtejszych publicznych szkołach. Uczęszczał na Uniwersytet Karoliny Północnej w Chapel Hill, gdzie został wybrany do honorowego stowarzyszenia Phi Beta Kappa Society i ukończył z tytułem bakalaureata w 1952. W 1955 uzyskał tytuł Master of Divinity w Virginia Theological Seminary. Na tej samej uczelni oraz na Saint Paul’s College w Wirginii otrzymał tytuły doktora honoris causa. Posiada również tytuł honorary Doctor of Humane Letters nadany mu przez Muhlenberg College w Pensylwanii.
Spong służył jako rektor w St. Joseph’s Church w Durham od 1955 do 1957; w Calvary Parish w Tarboro w latach 1957–1965; w St. John’s Church w Lynchburgu od 1965 do 1969; oraz w St. Paul’s Church w Richmond w Wirginii, od 1969 do 1976. Pełnił funkcję wykładowcy wizytującego dając wykłady w najważniejszych amerykańskich instytucjach teologicznych, przede wszystkim na Harvard Divinity School. Odszedł na emeryturę w 2000. Jako emerytowany biskup należy do Episcopal Church’s House of Bishops. Podczas jego posługi biskupa w Newark liczba potwierdzonych osób przystępujących do komunii spadła o prawie 50%, z 44,423 w 1978, do 23,073 w 1996.
Spong opisuje swoje życie jako podróż, która rozpoczęła się od konserwatywnej teologii w dzieciństwie, a przemieniła się w szerokie spojrzenie na chrześcijaństwo. Podczas wywiadu w 2013, Spong przywołał na myśl dawnego anglikańskiego biskupa, Johna Robinsona, jako jego mentora w tej podróży i stwierdził, że lektura kontrowersyjnych prac Robinsona w latach 60. spowodowała zawiązanie przyjaźni i bliskich relacji z nim przez wiele lat. Spong również uhonorował Robinsona jako swojego mentora na pierwszych stronach swojej książki z 2002 roku pt. A New Christianity for a New World.
Był zdobywcą wielu nagród, w tym Humanist of the Year 1999. Spong był gościem wielu krajowych programów telewizyjnych (w tym The Today Show, Politically Incorrect with Bill Maher, Dateline, 60 Minutes i Larry King Live). Udzielał wywiadów całym świecie.
Spong jest kuzynem byłego senatora Demokratów z Wirginii, Williama B. Sponga Jr.

## Twórczość
Pisma Sponga opierają się na źródłach biblijnych i pozabiblijnych i są poddawane współczesnej krytycznej analizie źródeł. Reprezentuje nurt myśli zakorzeniony w średniowiecznym uniwersalizmie Piotra Abelarda i egzystencjalizmie Paula Tillicha, którego nazwał swoim ulubionym teologiem.
Ważnym tematem w pracach Sponga jest twierdzenie, że „popularne i dosłowne interpretacje chrześcijańskich pism nie są trwałe i nie odnoszą się uczciwie do sytuacji współczesnych wspólnot chrześcijańskich”. Wierzy w „bardziej zniuansowane podejście” do pism świętych, oparte na wiedzy i współczuciu, które może być zgodne zarówno z tradycją chrześcijańską, jak i współczesnym rozumieniem wszechświata. Uważa, że teizm „stracił wiarygodność jako ważna koncepcja natury Boga”. Twierdzi, że „jest chrześcijaninem, ponieważ wierzy, że Jezus Chrystus w pełni wyraził obecność Boga współczującego i bezinteresownej miłości i że takie jest znaczenie wczesnego chrześcijańskiego orędzia „Jezus jest Panem””. Rozwijając tę ostatnią ideę, stwierdza, że „Jezus został adoptowany przez Boga jako jego syn (Born of a Woman 1992) i mówi, że w ten sposób Bóg w pełni wcielił się w Jezusa Chrystusa”. Odrzuca twierdzenia o prawdzie historycznej niektórych doktryn chrześcijańskich, takich jak Dziewictwo Marii z Nazaretu i cielesne zmartwychwstanie Jezusa.
W 2000 Spong krytykował deklarację Kongregacji Nauki Wiary Kościoła Rzymskokatolickiego Dominus Iesus, ponieważ potwierdziła ona doktrynę katolicką, że Kościół Rzymskokatolicki jest jedynym prawdziwym Kościołem, a Jezus Chrystus jest jednym i jedynym zbawicielem ludzkości.
Spong jest również zdecydowanym orędownikiem „kościoła odzwierciedlającego zmiany w społeczeństwie jako całości”. W tym celu wzywa do „nowej reformacji”, w ramach której wiele z podstawowych doktryn chrześcijaństwa powinno zostać przeformułowanych.
Jego poglądy na przyszłość chrześcijaństwa są następujące: „...musimy zacząć tam, gdzie jesteśmy. Kiedy patrzę na historię religii, zauważam, że nowe wglądy religijne zawsze wyłaniają się ze starych tradycji, gdy zaczynają umierać. To nie dzięki wyrzucaniu starych spostrzeżeń, ale poprzez głęboką podróż przez nie w nowych wizjach, jesteśmy w stanie zmienić kierunek religii. Wyznania wiary były pieśniami miłosnymi z III i IV wieku, które ludzie skomponowali, aby śpiewać dla ich zrozumienia Boga. Nie musimy dosłownie interpretować ich słów, aby dostrzec ich znaczenie lub zamiar przyłączenia się do śpiewu ich pieśni wyznaniowej. Myślę, że religia w ogóle, a chrześcijaństwo w szczególności, zawsze musi ewoluować. Wymuszanie ewolucji jest dialogiem między wczorajszymi słowami a dzisiejszą wiedzą. Grzechem chrześcijaństwa jest to, że ktokolwiek z nas kiedykolwiek twierdził, że w jakiś sposób uchwyciliśmy odwieczną prawdę w kreacjach, które stworzyliśmy”.
Spong debatował z chrześcijańskim filozofem i apologetą Williamem Lane Craigiem na temat zmartwychwstania Jezusa.
W książce Rescuing the Bible from Fundamentalism: A Bishop Rethinks the Meaning of Scripture z 1991 Spong spekuluje, że św. Paweł był homoseksualistą, co było tematem satyrycznym w powieści Gore Vidal Live from Golgotha: The Gospel According to Gore Vidal.

## Reforma chrześcijaństwa według Sponga
„Twelve Points for Reform” Sponga zostały pierwotnie opublikowane w The Voice, biuletynie diecezji Newark, w 1998. Spong rozwija je w swojej książce A New Christianity for a New World:
1. Teizm, jako sposób definiowania Boga, „jest martwy”. Zatem większość teologicznych rozmów o Bogu jest dziś bez znaczenia. Trzeba znaleźć „nowy sposób mówienia o Bogu”.
2. Ponieważ Boga „nie można już postrzegać w kategoriach teistycznych, bezsensowne staje się dążenie do zrozumienia Jezusa jako wcielenia teistycznego bóstwa”. Z tego powodu dotychczasowa chrystologia „nie jest adekwatna”.
3. Biblijna opowieść o doskonałym i skończonym stworzeniu, z którego ludzie popadli w grzech, to „przed-darwinowska mitologia i post-darwinowski nonsens”.
4. Narodziny z dziewicy, rozumiane dosłownie, „czynią bóstwo Chrystusa, rozumiane w tradycyjny sposób, niemożliwym”.
5. Cudowne historie Nowego Testamentu „nie mogą być dłużej interpretowane w post-newtonowskim świecie, jako nadprzyrodzone wydarzenia dokonywane przez wcielone bóstwo”.
6. Postrzeganie krzyża jako ofiary za grzechy świata „jest barbarzyńską ideą opartą na prymitywnych koncepcjach Boga i należy ją odrzucić”.
7. Zmartwychwstanie jest działaniem Boga. Jezus „stał się przez to rozumiany jako Bóg”. Dlatego „nie może to być fizyczna reanimacja mająca miejsce w historii ludzkości”.
8. Historia Wniebowstąpienia zakłada „wszechświat podzielony na trzy części” i dlatego „nie można jej przełożyć na koncepcje post-kopernikańskiej epoki kosmosu.”
9. „Nie ma zewnętrznego, obiektywnego, objawionego pojęcia normy zapisanego w pismach świętych lub na kamiennych tablicach, który będzie rządził naszym etycznym zachowaniem przez cały czas.”
10. Modlitwa „nie może być prośbą skierowaną do teistycznego bóstwa, by działał w historii ludzkości w szczególny sposób.”
11. Nadzieja na życie po śmierci „musi zostać na zawsze oddzielona od mentalnej kontroli zachowania polegającej na nagradzaniu i karaniu. Dlatego Kościół musi porzucić poleganie na poczuciu winy jako motywacji do zachowania.”
12. Wszystkie istoty ludzkie „noszą obraz Boga i muszą być szanowane za to, kim są.” Dlatego żaden własny zewnętrzny opis człowieka, czy to na podstawie rasy, pochodzenia etnicznego czy płci, „nie może być właściwie wykorzystany jako podstawa do odrzucenia lub dyskryminacji”.

## Krytyka
Spong twierdzi, że jego poglądy budzą jednocześnie wielkie poparcie i wielkie potępienie ze strony różnych segmentów kościoła chrześcijańskiego.
Badacz Nowego Testamentu Raymond E. Brown był krytyczny wobec naukom Sponga, określając jego studia jako „noc amatorów”. Spong często chwalił poglądy Browna, chociaż ich nie podzielał, a Brown skomentował to, że „Spong jest pochlebny w tym, co pisze o mnie jako uczonym NT; ... Mam nadzieję, że nie jestem niemiły, jeśli w zamian zauważę, że pojedynczy autor NT nie rozpoznałby Jezusa, tak jak przedstawia go Spong, jako postać, o której głosi się lub pisze.”
Idee Sponga zostały skrytykowane przez niektórych innych teologów, zwłaszcza w 1998 przez Rowana Williamsa, biskupa Monmouth, który później został arcybiskupem Canterbury. Williams opisał „Twelve Points for Reform” jako ucieleśnienie „pomyłki i błędnej interpretacji”.
Mark Tooley, metodysta, który jest prezesem Institute on Religion and Democracy, think tanku znanego z krytyki liberalnych grup religijnych, skrytykował Sponga w 2010 jako „wymachiwanie przestarzałymi teologiami i ideologiami sprzed pół wieku”.
Michael Bott, były wiceprezes Wellington Christian Apologetics Society w Nowej Zelandii, i Jonathan Sarfati, konsultant redakcyjny Creation Ministries International, skrytykowali studium Sponga w artykule opublikowanym przez czasopismo Apologetics Society w 1995 i zaktualizowanym w 2007, mówiąc: „patrzy na świat oczami dziewiętnastowiecznego racjonalizmu”.
Albert Mohler, prezes Południowego Seminarium Teologicznego Baptystów, potępił Sponga jako heretyka, twierdząc, że „zaprzeczył praktycznie każdej większej doktrynie chrześcijańskiej”.

## Dzieła
- 1977 – The Living Commandments, ISBN 1-878282-17-4
- 1980 – The Easter Moment, ISBN 1-878282-15-8
- 1983 – Into the Whirlwind: The Future of the Church, ISBN 1-878282-13-1
- 1986 – Beyond Moralism: A Contemporary View of the Ten Commandments (co-authored with Denise G. Haines, Archdeacon), ISBN 1-878282-14-X
- 1987 – Consciousness and Survival: An Interdisciplinary Inquiry into the Possibility of Life Beyond Biological Death (edited by John S. Spong, introduction by Claiborne Pell), ISBN 0-943951-00-3
- 1988 – Living in Sin? A Bishop Rethinks Human Sexuality, ISBN 0-06-067507-1
- 1991 – Rescuing the Bible from Fundamentalism: A Bishop Rethinks the Meaning of Scripture, ISBN 0-06-067518-7
- 1992 – Born of a Woman: A Bishop Rethinks the Birth of Jesus, ISBN 0-06-067523-3
- 1994 – Resurrection: Myth or Reality? A Bishop’s Search for the Origins of Christianity, ISBN 0-06-067546-2
- 1996 – Liberating the Gospels: Reading the Bible with Jewish Eyes, ISBN 0-06-067557-8
- 1999 – Why Christianity Must Change or Die: A Bishop Speaks to Believers In Exile, ISBN 0-06-067536-5
- 2001 – Here I Stand: My Struggle for a Christianity of Integrity, Love and Equality, ISBN 0-06-067539-X
- 2002 – God in Us: A Case for Christian Humanism (with Anthony Freeman), ISBN 978-0907845171
- 2002 – A New Christianity for a New World: Why Traditional Faith Is Dying and How a New Faith Is Being Born, ISBN 0-06-067063-0
- 2005 – The Sins of Scripture: Exposing the Bible’s Texts of Hate to Reveal the God of Love, ISBN 0-06-076205-5
- 2007 – Jesus for the Non-Religious, ISBN 0-06-076207-1
- 2009 – Eternal Life: A New Vision: Beyond Religion, Beyond Theism, Beyond Heaven and Hell, ISBN 0-06-076206-3
- 2011 – Re-Claiming the Bible for a Non-Religious World, ISBN 978-0-06-201128-2
- 2013 – The Fourth Gospel: Tales of a Jewish Mystic, ISBN 978-0-06-201130-5
- 2016 – Biblical Literalism: A Gentile Heresy, ISBN 978-0-06-236230-8
- 2018 – Unbelievable: Why Neither Ancient Creeds Nor The Reformation Can Produce a Living Faith Today, ISBN 0-06-264129-8